# Petr Němec (zpěvák)
Petr Němec (15. června 1950, Ostrava, Československo) je moravský zpěvák, skladatel a hudebník. Původně se vyučil strojním zámečníkem, poté se několik let maloval, většinu svého profesního života se však věnoval hudbě. Za totality se dostal do konfliktu s režimem, proto se dlouho jeho písně prodávaly pod značkou kapely SPECIAL. Vystupoval s několika skupinami, jako například Flamingo, a také sólově. Nazpíval řadu duetů převážně s Marií Rottrovou nebo s Věrou Špinarovou. Po sametové revoluci odešel z Česka zpívat na zaoceánské lodě. V roce 2013 naposledy vystoupil na lodi Aida a poté odešel do důchodu. Od té doby koncertuje jen výjimečně, např. na pravidelném vánočním koncertě v klubu Parník pod vedením Borise Urbánka, nebo jako host na koncertech Marie Rottrové.

## Rodina
Se svou manželkou má dva syny, z nichž jeden (Jakub) se rovněž věnuje hudbě.
Manželka byla paní učitelka Němcová z mateřské školky na ul. L. Podéště v Ostravě - Porubě, kam pro ni Petr Němec jezdil. Pro děti to bylo jako zjevení. 